# On Melancholy Hill
On Melancholy Hill — третий сингл британской виртуальной группы Gorillaz c третьего студийного альбома Plastic Beach. Релиз состоялся 14 июня 2010 года. Pitchfork media поставила песню на 152 место в списке «200 лучших песен десятилетия». Также песня заняла 9 место в списке лучших песен 2010 года, 92 в списке 100 лучших песен 2010 года по версии jongmusic.com и 5 место в списке лучших британских песен по версии BBC America.

## О песне
Песня была написана Деймоном Албарном во время записи одноимённого альбома группы The Good, the Bad & the Queen. Музыкант группы Мёрдок Никкалс в интервью сказал о песне следующее:
«Песня вызывает то состояние, то чувство, закрадывающееся в душу, когда кто-то спускает ваши шины. Приятно закончить альбом песней более лёгкой, чем предыдущие. Хорошо иметь в альбоме частичку подлинного попа. И эта песня — одна из них».

## Промоушен
В качестве промоакции для сингла был устроен конкурс «Gorillaz Scavenger Hunt», задачей которого было собрать 12 изображений, распространенных по интернету. Победители получали доступ к эксклюзивному ремиксу Джоша Уинка.

## Музыкальное видео
Производство
Премьера видеоклипа по всему миру состоялась 15 июня 2010 года. Первоначально оно было загружено на iTunes, но спустя пять дней группа выложила его на своём канале на YouTube. Тизер для видео был выпущен ещё 9 июня 2010 года, а кадры из него были опубликованы 11 июня на writteninmusic.com.
Сюжет
Видео начинается с момента, когда огромный лайнер подвергся атаке воздушных пиратов. Проводник находит Нудл в своей каюте и предлагает ей идти за ним к спасательным шлюпкам. Нудл его игнорирует, достаёт из своего чемодана пистолет-пулемёт Томпсона и направляется на палубу. Песня начинается с момента, когда Нудл стреляет по двум встречным самолётам (Chance Vought F4U Corsair). Один самолёт Нудл удаётся сбить, но она не успела подбить другой, который в итоге сбрасывает бомбу на корабль. Корабль тонет, но Нудл выживает и подплывает к своей спасательной резиновой лодке с гитарой и прочими вещами. Позже гигантский Рассел Хоббс поднимает из воды шлюпку Нудл. Остальная часть видео показывает Мёрдока Никкалса, 2-D и Киборга Нудл, которые плывут через океан вместе с флотом из подводных лодок, которыми управляют анимационные образы всех музыкантов, работавших над альбомом: Лу Рида , De La Soul, Snoop Dogg, Мика Джонса, Пола Симонона, Soulwax и Gruff Rhys. Также в клипе также можно заметить медуз из предыдущего видео группы «Superfast Jellyfish», которые случайно попадают в турбины одной из лодок. Затем подводные лодки поднимаются на поверхность, где лежит огромный ламантин на вершине высокого плато. Мёрдок видит на нём Бугимена и, поражённый этим зрелищем, приказывает Киборг Нудл атаковать его. Киборг Нудл достаёт помповое ружьё и стреляет в Бугимена, но промахивается, повреждая его одежду. Он падает в воду, прихватив с собой ламантина. Когда туман над плато рассеивается, перед героями появляется остров, именуемый Plastic Beach.

## Позиция в чартах
28 июня 2010 года композиция «On Melancholy Hill» заняла 133 место в UK Singles Chart, а позже 4 июля переместилась на 78 место. Также сингл занял 20 место в UK Dance Chart, и позже, 4 июля поднялся на 13 позицию. 26 января 2011 года песня заняла 42 позицию в Triple J Hottest 100, 2010.

## Список композиций
- Digital download[11]

1. «On Melancholy Hill» (album version) — 3:53
2. «On Melancholy Hill» (The Japanese Popstars[англ.] Remix) — 7:35
3. «On Melancholy Hill» (She Is Danger Remix) — 4:21
4. «Stylo» (Labyrinth SNES Remix) (featuring Tinie Tempah) — 4:12
5. «On Melancholy Hill» (video) — 4:26
6. «On Melancholy Hill» (storyboard animatic) — 3:30
7. «Welcome to the World of the Plastic Beach» (live visuals) — 3:36

- Promotional CD single[12]

1. «On Melancholy Hill» (radio edit) — 3:30 (2:58 on the UK promo)
2. «On Melancholy Hill» (album version) — 3:53
3. «On Melancholy Hill» (instrumental) — 3:53

- Promotional CD single — Remixes[13]

1. «On Melancholy Hill» (Josh Wink[англ.] Remix) — 5:04
2. «On Melancholy Hill» (Josh Wink Dub) — 7:41
3. «On Melancholy Hill» (The Japanese Popstars Remix) — 7:35
4. «On Melancholy Hill» (She Is Danger Remix) — 4:21
5. «On Melancholy Hill» (We Have Band Remix) — 5:14
6. «On Melancholy Hill» (Baby Monster Remix) — 4:01[14]

## Чарты

### Еженедельные чарты
| Чарт (2010)                                | Высшая позиция |
| ------------------------------------------ | -------------- |
| Australia (ARIA)                           | 94             |
| Бельгия/Фландрия (Ultratip Bubbling Under) | 22             |
| Бельгия/Валлония (Ultratip Bubbling Under) | 22             |
| Великобритания (OCC UK Dance)              | 13             |
| Великобритания (OCC UK Singles)            | 78             |

## Персонал
- Деймон Албарн: вокал, синтезаторы, акустическая гитара, программирование ударных, производство
- Саймон Тонг[англ.]: электрогитара
- Пол Симонон: бас-гитара
- Стивен Сэджвик: перкуссия, дополнительное производство
- Джейсон Кокс: дополнительное производство